# هنری جان استیون اسمیت
هنری جان استیون اسمیت (انگلیسی: Henry John Stephen Smith؛ ۲ نوامبر ۱۸۲۶ – ۹ فوریهٔ ۱۸۸۳) یک نظریه‌پرداز در زمینه نظریه اعداد و مدیر موزه اهل بریتانیا بود.